# Félix d'Herelle
Félix d'Herelle (Félix Hubert d'Hérelle) (25 de abril de 1873 - 22 de febrero de 1949) fue un microbiólogo, y micólogo franco-canadiense cuya contribución fue crucial en el descubrimiento de los bacteriófagos (virus que sólo atacan y destruyen bacterias), además de ser el inventor de la terapia fágica.

## Primeros años
D'Herelle nació en Montreal, Quebec, hijo de emigrantes franceses. Su padre, 30 años mayor que su esposa, murió cuando Félix tenía 6 años. Félix, su madre y su hermano menor Daniel, regresaron a París. A los 16 años, d'Herelle comenzó a viajar por Europa occidental en bicicleta. Con 17 años, después de terminar el colegio, viajó por toda Sudamérica. Después, él continuó sus viajes a través de Europa, incluyendo Turquía, donde conoció a su esposa, Marie Caire.
Con 24 años ya es padre de una hija, y él y su familia regresan a Canadá. Allí construye un laboratorio en su propia casa y estudia microbiología a través de diversos libros y de sus propios experimentos. Ganaba dinero trabajando para el gobierno canadiense, estudiando la fermentación y la destilación de jarabe de arce para la producción de aguardiente. También trabajó como médico para una expedición geológica, a pesar de no poseer grado médico o experiencia médica alguna. Conjuntamente con su hermano, invirtió casi todo su dinero en una fábrica de chocolate que terminó quebrando en poco tiempo.

## Guatemala y México
De 1901 a 1907, con poco dinero y su segunda hija nacida, d'Herelle aceptó un contrato del gobierno de Guatemala como bacteriólogo en el hospital de la ciudad de Guatemala. Como trabajo extra, buscó la manera de hacer whisky a partir de plátanos. La vida en el rudo y peligroso ambiente del país fue dura para su familia, pero d'Herelle, siempre tan aventurero, disfrutaba trabajando cerca de "la vida real", que nada tenía que ver con los ambientes estériles de una clínica "civilizada". Más tarde manifestó que su vocación científica comenzó en este momento.
En 1907, aceptó una oferta del gobierno de México para continuar sus estudios en la fermentación. Él y su familia se mudaron a una plantación de sisal (Agave sisalana) cerca de Mérida, Yucatán. Aunque en un inicio él y su familia estuvieron enfermos, en 1909 ya tenía establecido exitosamente un método para producir aguardiente del sisal.

## Francia de nuevo
Las máquinas para la producción en masa fueron ordenadas en París, donde él supervisó su construcción. Entretanto, trabajó gratis en un laboratorio del Instituto Pasteur en su tiempo libre. Recibió una nueva oferta de trabajo para poner en funcionamiento una nueva planta en México pero la rechazó. Sin embargo, dedicó tiempo en el intento de detener una plaga de langosta usando las propias enfermedades de las langostas. Extrajo bacterias patógenas para las langostas de sus agallas.
D'Herelle y su familia finalmente se mudaron a París a principios de 1911, donde trabajó otra vez como asistente no asalariado en un laboratorio del Instituto Pasteur. Obtuvo la atención de la comunidad científica ese mismo año, cuando los resultados de su exitoso intento para acabar con la plaga mexicana de la langosta con Coccobacillus fueron publicados.

## Argentina
A finales de año, d'Herelle se encontraba inquieto de nuevo. Esta vez su destino fue Argentina, donde recibió una oferta de un proyecto para probar sus resultados con la plaga de langosta a una escala mucho mayor. Así, entre 1912 y 1913, luchó contra las plagas de la langosta argentina mediante el uso de Coccobacillus. Aunque el gobierno Argentino declaró que su éxito fue relativo, él mismo lo declaró un éxito completo, y fue invitado por otros países para demostrar su método.

## Francia y los bacteriófagos
Durante la Primera Guerra Mundial, d'Herelle y sus asistentes (su esposa y sus hijas entre ellos) produjeron más de 12 millones de dosis de medicamentos para los aliados. En esta época, los tratamientos médicos eran primitivos comparados con los estándares de hoy día. La vacuna de la viruela, desarrollado por Edward Jenner, fue una de las pocas vacunas disponibles. El principal antibiótico fue el salvarsan, basado en arsénicos, utilizado contra la sífilis, pero con efectos secundarios severos. Los tratamientos comunes se basaban en mercurio, estricnina y cocaína. Como consecuencia, en 1900, el promedio de vida era de 45 años, y la Primera Guerra Mundial no cambió esto para mejor.
En 1915, el bacteriólogo británico Frederick Twort descubrió un agente (agente bacteriolítico) que infectaba y mataba bacterias, pero no profundizó en el asunto mucho más. Independientemente, el descubrimiento de "un microbio invisible, antagónico del bacilo de disentería" por d'Herelle fue anunciado el 3 de septiembre de 1917. Finalmente, denominó a estas partículas bacteriófagos (fagos para acortar). El aislamiento de fagos por d'Herelle era llevado a cabo de la siguiente forma:
1. El medio nutritivo es infectado con bacterias, con lo que el medio se vuelve opaco.
2. Las bacterias son contagiadas de fagos y mueren, produciendo fagos nuevos, con lo que el medio se aclara.
3. El medio es filtrado a través de filtros de porcelana, con lo que las bacterias quedan retenidas y únicamente los fagos atraviesan los filtros.

Al principio de 1919, d'Herelle aisló fagos de heces de pollo, que usó con éxito en la erradicación de una plaga de tifus de pollo. Tras este éxito en pollo, se sintió preparado para la primera prueba en humanos. El primer paciente curado de disentería usando la terapia fágica fue en agosto de 1919 y muchos más le siguieron.
En ese momento, nadie, ni d'Herelle, sabía exactamente lo que era un fago. Y así fue hasta 1939 cuando Helmut Ruska los observa por primera vez al microscopio electrónico. D'Herelle afirmó que los fagos se reproducen "alimentándose" de las bacterias, lo cual fue confirmado posteriormente. Otros autores teorizaban acerca de que los fagos eran objetos inanimados como proteínas, que ya están presentes en las bacterias, y sólo provocan la liberación de proteínas similares, matando a las bacterias durante el proceso. Debido a esta incertidumbre, y a que d'Herelle utilizaba los fagos sin mucha vacilación en humanos, su trabajo fue constantemente atacado por muchos otros científicos.
En 1920, d'Herelle viajó a Indochina, continuando sus estudios acerca del cólera y las plagas, y regresó a finales de ese mismo año. D'Herelle, todavía un asistente no asalariado, se encontraba sin un laboratorio donde trabajar. Más tarde afirmó que este fue el resultado de una riña con el subdirector del Instituto Pasteur, Albert Calmette. El biólogo Edouard Pozerski tuvo piedad de d'Herelle y le prestó un taburete (literalmente) en su laboratorio.
En 1921, logró publicar un libro acerca de sus obras como una publicación oficial del Instituto, engañando a Calmette. Durante el año siguiente, doctores y científicos de Europa occidental se interesaron cada vez más en la terapia fágica, probándola con éxito en diversas enfermedades. Para prevenir el desarrollo de resistencias bacterianas contra los fagos, d'Herelle sugirió usar "cócteles de fagos" que contuvieran diversas cepas del fago. La terapia fágica se convirtió pronto en una de las principales armas contra las enfermedades bacterianas.
En 1925, d'Herelle fue nombrado doctor honoris causa por la Universidad de Leiden y recibió la medalla Leeuwenhoek, que sólo es otorgada una vez cada diez años. Este último premio fue especialmente importante para él, ya que su ídolo Louis Pasteur recibió la misma medalla en 1895. El año siguiente d'Herelle fue nominado ocho veces para el Premio Nobel, pero no le fue otorgado.

## Egipto e India
Después de aceptar y mantener un puesto temporal en la Universidad de Leiden, d'Herelle consiguió un puesto en el Conseil Sanitaire, Maritime Et Quarantenaire D'Egypte en Alejandría, Egipto. El Conseil era el encargado de impedir que la plaga y el cólera se propagara por toda Europa, con especial hincapié en los grupos de peregrinos musulmanes que regresaban de La Meca y Medina. D'Herelle usó fagos, que había ido recolectando de ratas infectadas durante su visita a Indochina en 1920, en pacientes humanos enfermos, con éxito. El Imperio Británico inició una amplia campaña contra la plaga basada en sus resultados.
En 1927, d'Herelle decide cambiar de rumbo y se va a la India con un nuevo blanco en el punto de mira: el cólera.
D'Herelle aisló fagos de víctimas de cólera en la India. Como siempre, no escogió un hospital con los estándares europeos, sino que decidió llevar a cabo sus investigaciones en una tienda de campaña en un tugurio. Según su teoría, había que dejar los hospitales estériles para estudiar y derrotar la enfermedad en su ambiente "natural". Su equipo se encargó de echar solución de fagos en los pozos de los pueblos con pacientes coléricos, reduciendo así el número de muertos del 60% al 8%. La empresa completa llevada a cabo en la India tomó menos de siete meses

## Estados Unidos
D'Herelle rehusó la petición del año siguiente por parte del gobierno británico para trabajar en la India, ya que había recibido la oferta de una cátedra en la Universidad de Yale, Estados Unidos, que finalmente aceptó. Entretanto, las compañías farmacéuticas europeas y estadounidenses habían puesto a punto la producción de fagos y prometían efectos imposibles. Para contrarrestar esto, d'Herelle decidió fundar una compañía francesa productora de fagos, redirigiendo el dinero obtenido hacia la investigación del fago. Pero todas las compañías padecían los mismos problemas de producción. La medicina comercial del fago era errática, probablemente por intentar producir en masa algo que apenas era comprendido aún. También, los diagnósticos erróneos conducían a menudo al uso de un tipo de fago incorrecto, los cuales, al ser tan específicos, no servían para nada. Además, muchos estudios relacionados con los efectos curativos de los fagos fueron mal realizados. Todo esto condujo a que la comunidad científica se volviera en contra de d'Herelle, quien, debido a su temperamento, ya tenía un buen número de enemigos.

## Unión Soviética
Pero d'Herelle ya estaba pensando en moverse otra vez. Alrededor de 1934, fue a Tiflis, Georgia. D'Herelle fue recibido por la Unión Soviética como un héroe, ya que traía el conocimiento para la salvación de enfermedades que estaban devastando los estados del este hasta Rusia. D'Herelle aceptó la invitación de Stalin por dos razones: estaba enamorado del comunismo, y estaba encantado de trabajar con su amigo, el profesor George Eliava, fundador del Instituto de Tbilisi, en 1923. Eliava se había hecho amigo de d'Herelle durante una visita el Instituto Pasteur en París, donde él había estado aprendiendo sobre fagos, en 1926.
D'Herelle trabajó en el Instituto de Tbilisi de forma intermitente durante un año aproximadamente y dedicó uno de sus libros, "El Bacteriófago y el Fenómeno de Recuperación", escrito y publicado en Tbilisi en 1935, para honrar a Stalin. Se había planteado establecer su residencia permanente en Tbilisi y ya había comenzado a construir una casa de campo en los terrenos del Instituto (más tarde alojaría el centro de operaciones georgiano del KGB). Pero entonces, su amigo Eliava se enamoró de la mujer de la cual también se había enamorado el jefe de la policía secreta y el destino de Eliava fue silenciado. Fue ejecutado y denunciado como un enemigo de la patria durante una de las purgas de Stalin. D'Herelle huyó para salvar la vida y nunca regresó a Tbilisi. Se prohibió la distribución de su libro. Más o menos en ese momento, comenzaba la Segunda Guerra Mundial.

## Francia para siempre
La terapia fágica prosperó muchísimo, a pesar de todos los problemas, dirigido principalmente por las fuerzas armadas de ambos bandos en un esfuerzo por preservar a las tropas de las infecciones. A D'Herelle realmente no le agradaba este desarrollo. Fue puesto bajo arresto domiciliario por el "Wehrmacht" alemán en Vichy, Francia, con lo que empleó su tiempo en escribir su libro "El Valor del Experimento", así como sus memorias, a lo largo de más de 800 páginas.
Después del día D, un nuevo tipo de droga antibiótica, la penicilina, pasa a ser de conocimiento público. Como estaba más estudiada y era más fácil de usar que la terapia fágica, pronto se convirtió en el método antibacteriano más utilizado, a pesar de los efectos secundarios y los problemas de las bacterias resistentes. La terapia fágica permaneció como tratamiento común en los estados de la URSS hasta su deconstrucción.
Félix d'Herelle sufrió un cáncer pancreático y falleció en París en 1949. Fue enterrado en Saint-Mards-En-Othe en el departamento del Aube en Francia.
En la década de 1960, el nombre de Félix d’Herelle apareció en una lista de científicos publicada por la Fundación Nobel, que habían sido dignos de recibir el Premio Nobel pero no lo recibieron por una razón u otra.
Sin embargo, Francia no ha olvidado completamente a Félix D'Herelle. Hay una avenida que lleva su nombre en el distrito 16 de París.

## Nota literaria
La novela "Arrowsmith" escrita por Sinclair Lewis con la ayuda científica de Paul de Kruif está basada en la vida de d'Herelle.
- La abreviatura «d'Hérelle» se emplea para indicar a Félix d'Herelle como autoridad en la descripción y clasificación científica de los vegetales.[1]